# アヒメレク (ノブの祭司)
アヒメレクは、旧約聖書に登場する人物。エブヤタルの子で、ノブの祭司だった人物である。
サウル王から逃亡したダビデが、ノブの祭司アヒメレクの所に立ち寄った。彼は、ダビデとその従者に、聖所で祭司だけが食べることのできるパンとペリシテ人のゴリアテの剣を与えた。
この一件がサウルに伝えられ、彼はダビデを反乱を幇助した者として、仲間の祭司と共に殺された。
詩篇52篇はこの状況で作られた。
新約聖書の時代、イエス・キリストは安息日に弟子たちが麦畑の穂を摘んで食べたことをパリサイ人が非難したとき、この出来事を引用して反論した。